# World Scientific
World Scientific Publishing ist ein Wissenschaftsverlag mit Hauptsitz in Singapur. Er wurde 1981 gegründet und gehört zu den führenden wissenschaftlichen Verlagshäusern. Ein besonderer Schwerpunkt liegt im asiatisch-pazifischen Raum.
Sie veröffentlichen Bücher und Zeitschriften auf wissenschaftlichem (vor allem naturwissenschaftlichem), technischem und medizinischem Gebiet sowie in Wirtschaftswissenschaft. Jährlich werden etwa 500 Bücher veröffentlicht und zum Verlag gehören 125 Zeitschriften (darunter auch elektronische Journale). Der Verlag hat Filialen in den USA (New Jersey, Kalifornien), London, Genf, China (Peking, Shanghai, Tianjin, Hongkong), Taiwan (Taipeh), Sydney und Indien (Chennai).
Seit 1991 arbeitet der Verlag mit der Nobelstiftung zusammen und publiziert Schriften der Nobelpreisträger in Physik, Chemie, Physiologie, Medizin, Frieden und Literatur. Er trat damit die Nachfolge von Elsevier an, die bis 1970 die Schriften publizierten. Da viele Ausgaben lange als vergriffen galten und nicht nachgedruckt wurden, wurde dem Verlag auch das Recht zugesprochen, die früheren Ausgaben neu aufzulegen.
1995 gründeten sie mit dem Imperial College in London die Imperial College Press. Weitere Imprints sind unter anderem Stallion Press, Hindustan Book Agency, Global Publishing und der Verlag der Mathematical Society of Japan.